# Amorpha nana
Amorpha nana är en ärtväxtart som beskrevs av C.Fraser. Amorpha nana ingår i släktet segelbuskar, och familjen ärtväxter. Inga underarter finns listade i Catalogue of Life.

## Bildgalleri

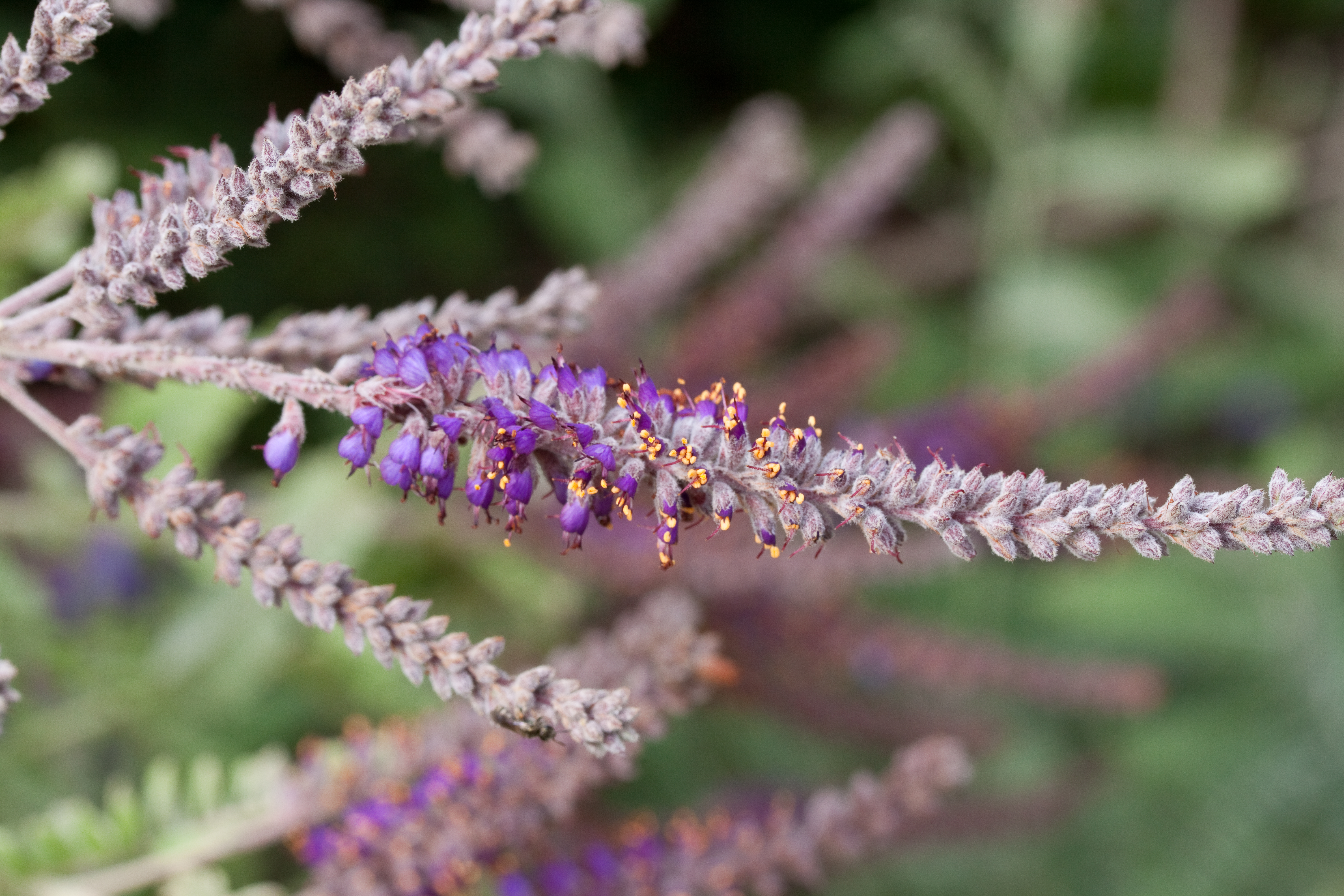
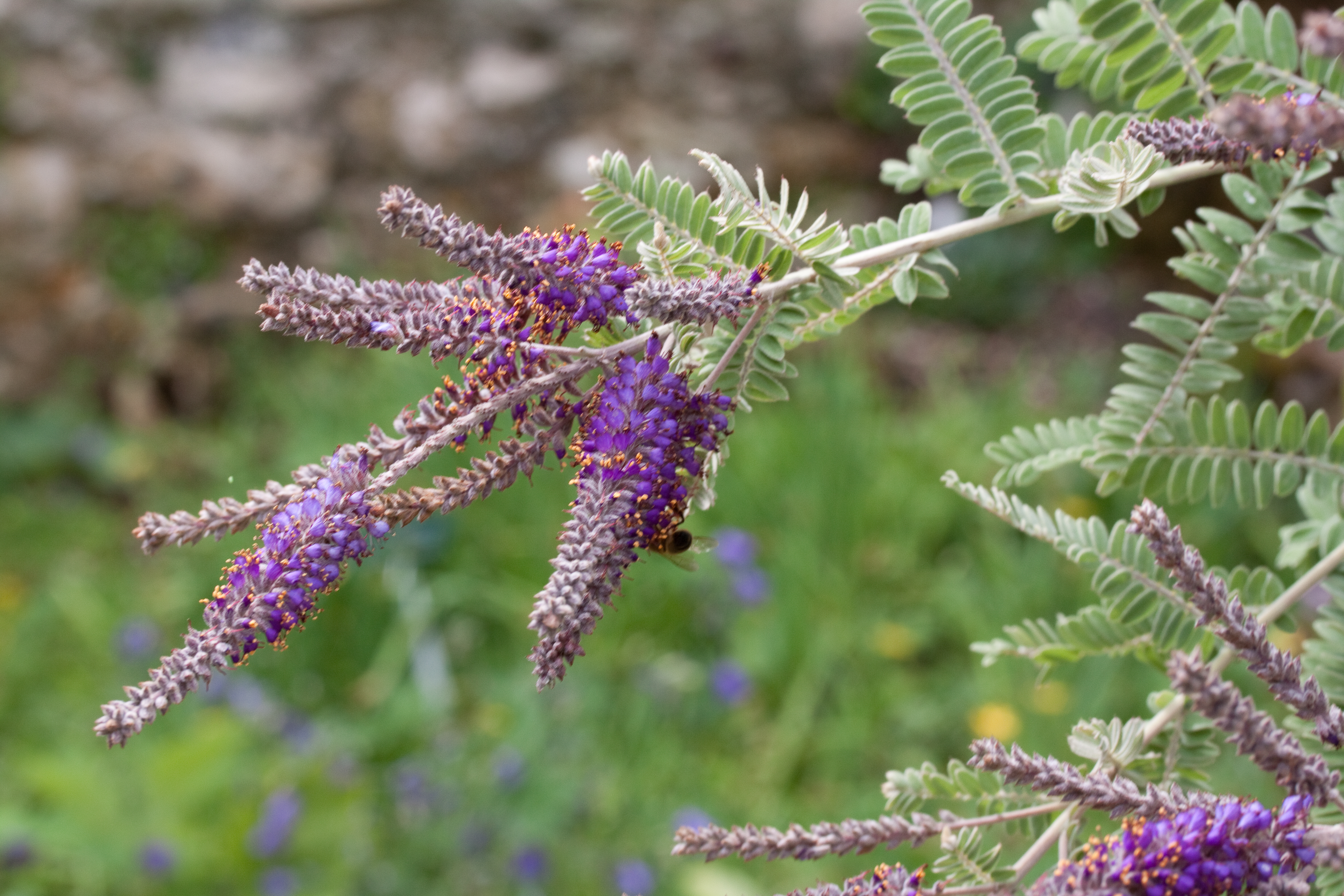
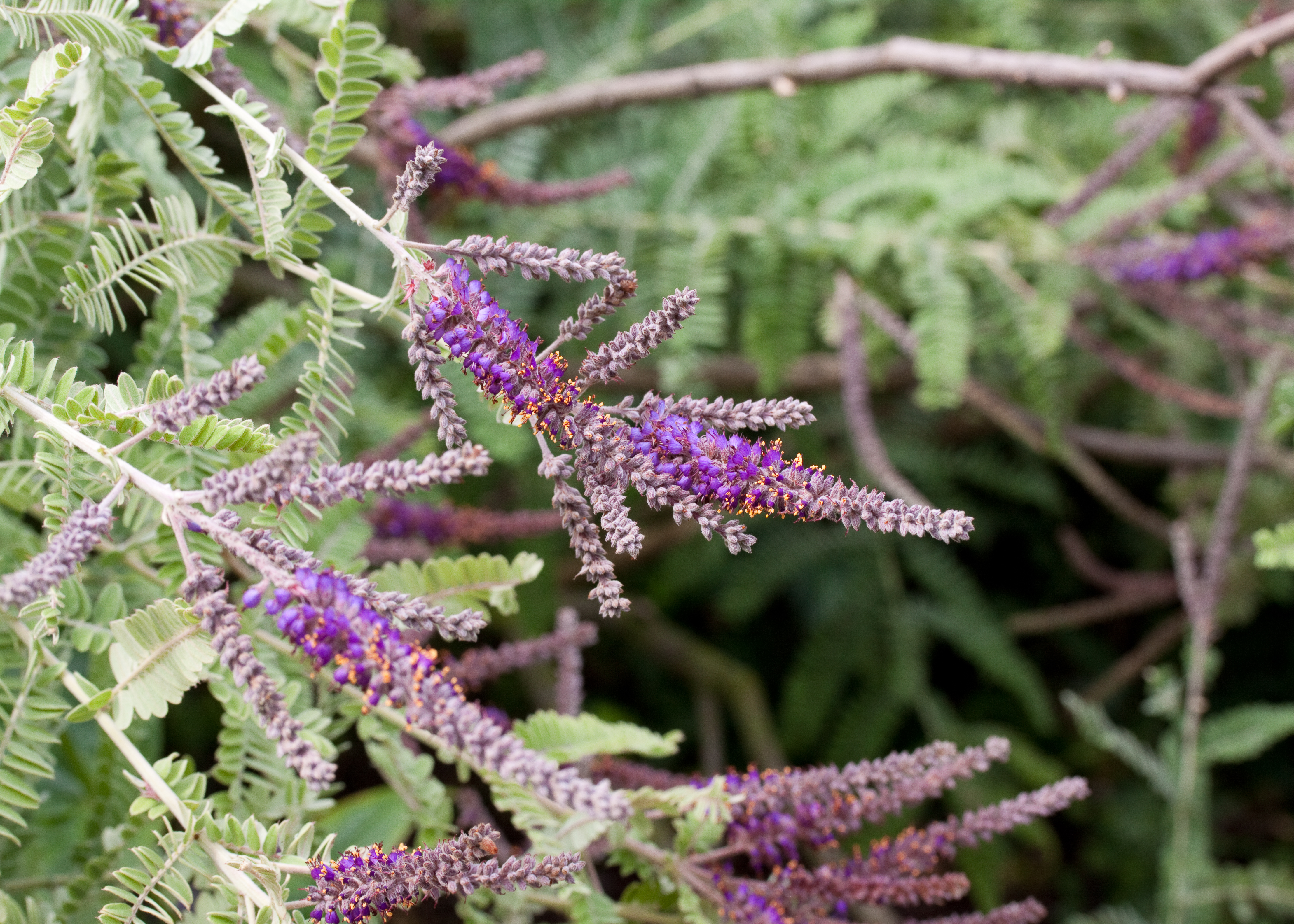
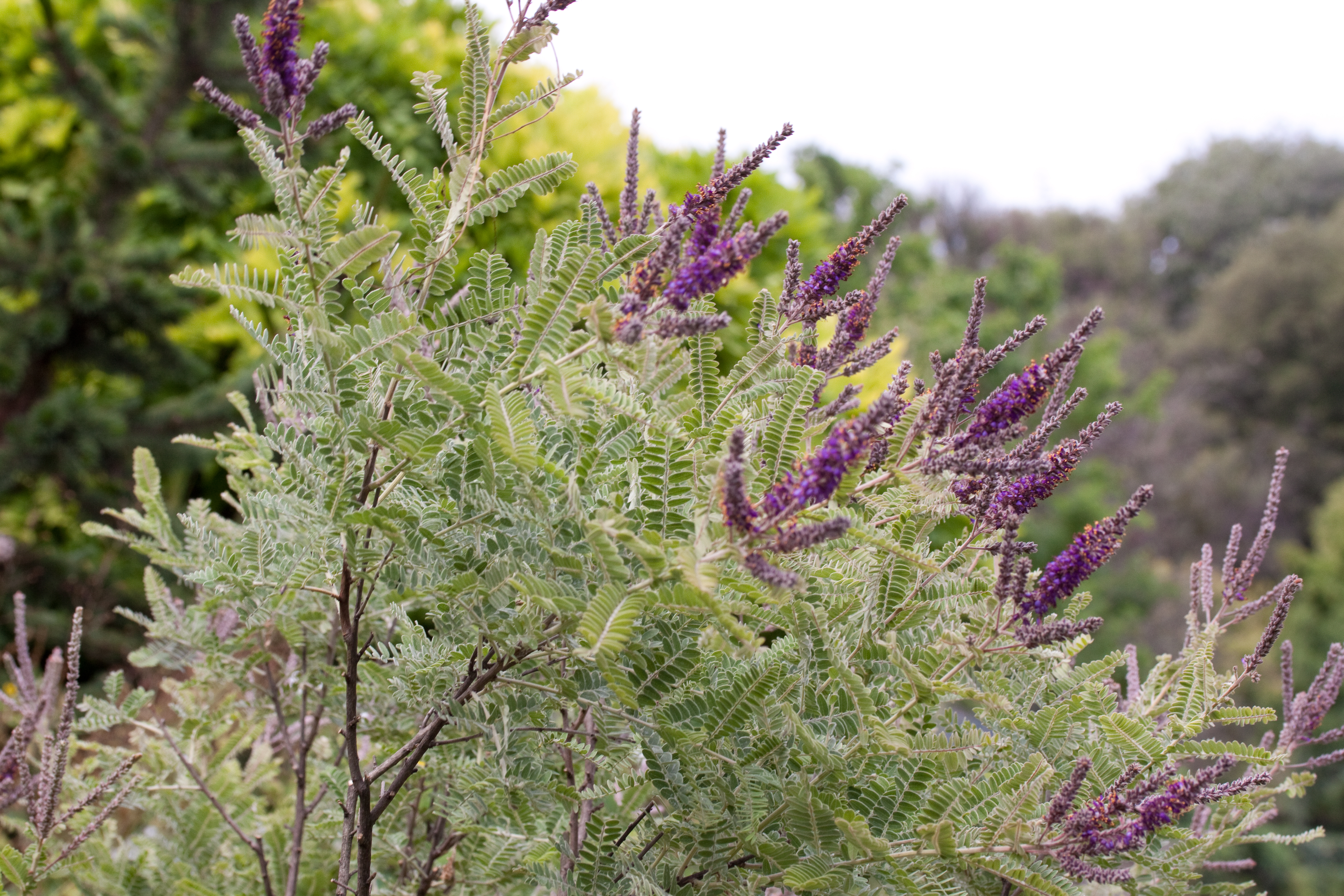